# Maresiella samariensis
Maresiella samariensis är en kräftdjursart som beskrevs av Mueller1992. Maresiella samariensis ingår i släktet Maresiella och familjen Gnathostenetroidae. Inga underarter finns listade i Catalogue of Life.